# Le Système du docteur Goudron et du professeur Plume (film, 1913)
Pour plus de détails, voir Fiche technique et Distribution.
Le Système du docteur Goudron et du professeur Plume est un film muet français de Maurice Tourneur, sorti en 1913.

## Fiche technique
- Titre français : Le Système du docteur Goudron et du professeur Plume
- Réalisation : Maurice Tourneur
- Scénario : André de Lorde, d'après sa pièce, elle-même adaptée d'une nouvelle d'Edgar Allan Poe
- Société de production : Société Française des Films Éclair
- Société de distribution : Société Française des Films Éclair
- Pays de production :  France
- Langue originale : français
- Format : Noir et blanc — 35 mm — 1,33:1 — Muet
- Genre : Comédie
- Durée : 15 minutes
- Date de sortie : 
  - France : 26 décembre 1913

## Distribution
- Henri Gouget : le docteur Goudron
- Anatole Bahier : le professeur Plume
- Henry Roussel : le journaliste
- Renée Sylvaire : la femme du journaliste
- André Dubosc : le directeur de l'asile
- Robert Saidreau